# Mũi Ngọc
Mũi Ngọc là mũi đất ở đầu phía nam phường Bình Ngọc, giáp với phường Trà Cổ, thuộc thành phố Móng Cái, tỉnh Quảng Ninh. Mũi đất này nhìn ra đảo Vĩnh Thực.
Cùng với mũi Sa Vĩ, mũi Ngọc được xem là địa đầu của Việt Nam ở cực đông bắc gần nơi giáp giới với Trung Quốc. Tuyến đường duyên hải dọc suốt bờ biển Việt Nam được xem là bắt đầu từ mũi Ngọc, tỉnh Quảng Ninh đến Hà Tiên, tỉnh Kiên Giang. Quốc lộ 4 dọc biên giới Việt-Hoa đi Cao Bằng và Quốc lộ 18A xuôi nam vào đồng bằng sông Hồng đều lấy mũi Ngọc là khởi điểm.

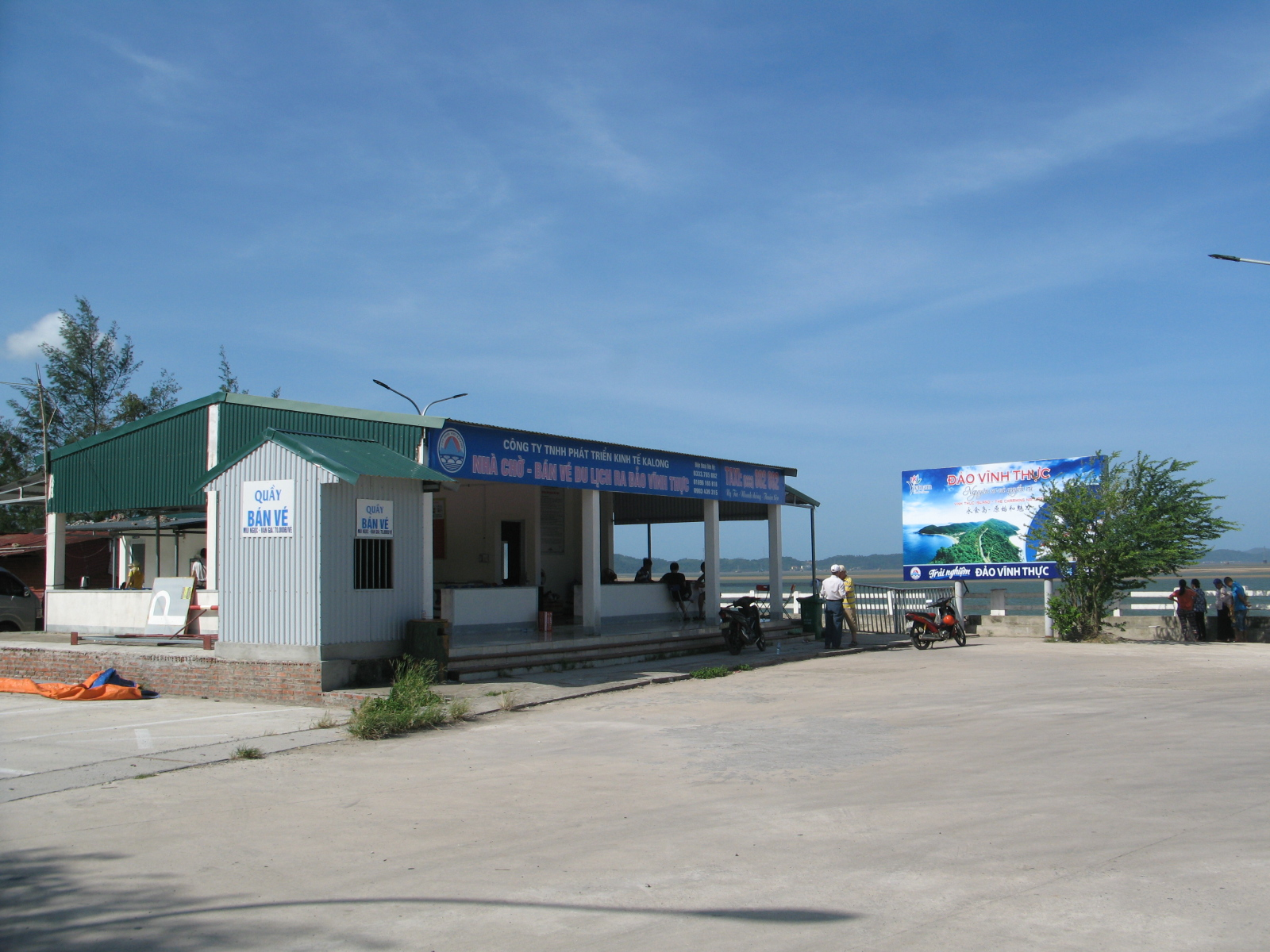
Nhà bán vé tàu Bến Mũi Ngọc

Về mặt giao thông, tàu cánh ngầm nối Hạ Long cùng Móng Cái đậu ở mũi Ngọc cùng cảng Núi Đá Đỏ dùng làm cơ sở thủy vận lớn ở trong vùng này.